# Comuna Haskovo, Haskovo
Obștina Haskovo (județul Haskovo) este un județ în regiunea Haskovo din Bulgaria.

## Demografie
Componența etnică a comunei Haskovo
     Turci (17,93%)
     Romi (4,09%)
     Bulgari (67,93%)
     Nicio identificare (9,54%)
     Altele (0,48%)
La recensământul din 2011, populația comunei Haskovo era de 94.156 locuitori. Din punct de vedere etnic, majoritatea locuitorilor (67,93%) erau bulgari, existând și minorități de turci (17,93%) și romi (4,09%). Pentru 9,54% din locuitori nu este cunoscută apartenența etnică.